# شچینه (استان سلیزیا سفلی)
شچینه (به لهستانی:  Siciny) یک روستا در لهستان است که در گمینا نگخلوو واقع شده‌است. شچینه ۵۵۰ نفر جمعیت دارد و ۱۰۲ متر بالاتر از سطح دریا واقع شده‌است.